# Lijst van afleveringen van MythBusters (seizoen 7)
Dit is een lijst van de verschillende mythen en broodjeaapverhalen uitgetest in het zevende seizoen van de televisieserie MythBusters. Mythen kunnen drie uitkomsten hebben: busted (de bewering klopt niet), plausible (de bewering is mogelijk juist), of confirmed (de bewering werd bevestigd).

## Aflevering 115 - Demolition Derby Special

### Bus Flip
| Mythe | Status | Notities |
| --- | ------ | --- |
| Indien een stadsbus probeert een bocht te maken met een snelheid van 80 kilometer per uur, moeten alle passagiers naar de binnenkant van de bocht gaan zitten om te voorkomen dat de bus omvalt (afkomstig van een scène uit de film Speed). | Busted | Bij hun aanvankelijke test plaatsten Adam en Jamie zeven vaten met water in een bus om het gewicht van 19 passagiers na te bootsen. Ze plaatsten al deze vaten aan de rechterkant. De bus haalde de bocht maar net, maar viel niet om. Daarna deden ze de test nogmaals met de vaten verspreid door de bus. Ook nu viel de bus niet om, wat bewees dat de verdeling van het gewicht niet van invloed was op het overeind blijven van de bus. |

### Hollywood Crash Test
Deze mythe is gebaseerd op verschillende achtervolgingsscènes uit films, waarbij auto’s tegen of door verschillende objecten rijden en daarna gewoon door kunnen rijden zonder problemen. De mythbusters keken of een auto inderdaad nog verder kan rijden na een botsing met…
| Mythe                                             | Status    | Notities |
| ------------------------------------------------- | --------- | --- |
| ...een fruitstalletje.                            | Busted    | De auto vernielde het fruitstalletje geheel, maar raakte zelf dermate beschadigd dat de wagen niet meer door kon rijden.                                                                                       |
| ...een hek afgesloten met een ketting.            | Plausible | De auto reed met gemak door het hek, maar liep zware schade op. Desondanks kon de auto nog wel rijden. |
| ...een trailer.                                   | Busted    | De auto vernielde de trailer geheel in plaats van er een mooi gat in achter te laten zoals in veel films wordt gezien. Ook kon de wagen na de klap niet meer verder rijden.                                    |
| ...de holte tussen de grond en een grote trailer. | Plausible | de trailer scheurde het dak van de auto, maar het deel van de auto dat wel klein genoeg was om door de ruimte te rijden kon nog steeds rijden. Wel bleken de remmen van de auto door de klap te zijn vernield. |

### Racing Gravity
| Mythe | Status | Notities |
| --- | ------ | --- |
| Een auto die rijdt met een snelheid van 229 kilometer per uur kan een soortgelijke auto die valt bij eindsnelheid verslaan in een race over een afstand van 1.200 meter. Deze mythe kwam uit een advertentie. | Busted | Het juniorteam liet eerst een auto vallen uit een kraan om te zien hoe de wagen zich gedroeg bij een vrije val. In tegenstelling tot in de reclame bleek de auto recht te vallen. Voor de echte test werd een auto uit een helikopter gegooid, terwijl een andere auto met een snelheid van 229 kilometer per uur probeerde de wagen voor te blijven. De vallende auto won. |

### Compact Compact Supersized
| Mythe | Status | Notities |
| --- | ------ | --- |
| Twee vrachtwagens die frontaal op elkaar botsen, kunnen een personenwagen die tussen hen in staat geheel platdrukken. | Busted | Dit was een herhaling van de compact compact mythe uit seizoen 3. Dit omdat het team destijds er niet in slaagde de mythe succesvol na te bootsen. De test was nu wel succesvol, en de auto werd geheel geplet. De wagen werd echter wel tussen de twee vrachtwagens uitgeperst en kwam er niet muurvast tussen te zitten. |

## Aflevering 116 - Alaska Special 2

### Pykrete Peril
Gebaseerd op Geoffrey Pyke's onvoltooide project om een vliegdekschip te maken van pykrete.
| Mythe                                        | Status    | Notities |
| -------------------------------------------- | --------- | --- |
| Pykrete is kogelvrij.                        | Confirmed | De MythBusters demonstreerden dat een blok pykrete een .45" (1,1 cm) kogel kon stoppen. |
| Pykrete is sterker dan ijs.                  | Confirmed | De MythBusters stelden een blok ijs en een blok pykrete bloot aan mechanische druk. Het ijs begaf het al snel bij een gewicht van 18 kilo, terwijl pykrete de volle 136 kilo kon dragen. |
| Men kan een werkende boot maken van pykrete. | Plausible | De MythBusters probeerden eerst uit hoelang ijs, pykrete en Jamies superpykrete (gemaakt met kranten in plaats van houtpulp) standhielden in warm water. Het superpykrete hield het het langst vol. Hiervan maakten de MythBusters een boot, en stelden die bloot aan omstandigheden die een boot in het dagelijkse leven zoal te voortduren krijgt. De boot bleef drijven en bleef intact tot snelheden bij 37 kilometer per uur, maar kreeg daarna al snel lekkages. In totaal hield de boot het 20 minuten vol. |

### Snowplow Split
| Mythe | Status | Notities |
| --- | ------ | --- |
| Een V-vormige sneeuwschuiver kan een personenwagen geheel splitsen bij een frontale botsing, waarbij de passagiers en chauffeur ongedeerd kunnen ontkomen. | Busted | Het team gebruikte hiervoor een testlocatie in Wisconsin. In plaats van een rijdende sneeuwploeg werd bij de testen een auto gelanceerd tegen een stilstaande sneeuwploeg aan. Bij de eerste test liet men een auto met een snelheid van 89 kilometer per uur op de sneeuwploeg afrijden. De auto werd niet gesplitst. Bij de tweede test werd een auto met de motor achterin gebruikt, bij een snelheid van 113 kilometer per uur. De voorkant van de auto spleet nu wel, maar de auto werd niet geheel doormidden gespleten zoals de mythe suggereert. Ook was het onwaarschijnlijk dat inzittenden van de auto er zonder verwondingen vanaf zouden komen. |

## Aflevering 117 - Banana Slip/Double Dip

### Banana Peel Flip
| Mythe                                                                                          | Status | Notities |
| ---------------------------------------------------------------------------------------------- | ------ | --- |
| Een bananenschil op de grond levert gegarandeerd een glijpartij op als iemand erop gaat staan. | Busted | Bij de eerste test stapte Jamie geblinddoekt op de bananenschil, maar gleed niet uit. Bij de tweede test werden er meerdere schillen op de grond gelegd, maar ook dat hielp niet. Jamie probeerde het vervolgens door te rennen, maar hij gleed nog altijd niet uit. Vervolgens probeerden de MythBusters smeermiddel. Uiteindelijk werd de mythe Busted verklaard, maar met de kanttekening dat onder de juiste omstandigheden bananenschillen wel glad kunnen zijn. |

### Homemade Diamonds
Het juniorteam testte enkele mythen over het maken van diamanten uit huishoudelijke materialen zoals...
| Mythe | Status | Notities |
| --- | ------ | --- |
| ...verschillende chemicaliën zoals grafiet en ijzer(III)nitraat, gecombineerd in een snelkookpan. Deze mythe kwam uit CSI: Miami. | Busted | Tory mengde de chemicaliën, deed er een klein diamantje bij als basis, en liet het mengsel drie dagen koken. Maar er gebeurde niets. |
| ...houtskool bedekt met pindakaas, verwarmd in een magnetron.                                                                     | Busted | Kari probeerde deze methode. Er ontstonden geen diamanten en twee magnetrons moesten het ontgelden.                                  |
| ...gesmolten grafiet en ijzer mengen, het ijzer snel af laten koelen, en het afgekoelde ijzer in zoutzuur leggen.                 | Busted | Grant probeerde deze test, maar vond geen diamanten.                                                                                 |

| Mythe                                        | Status    | Notities |
| -------------------------------------------- | --------- | --- |
| Explosies kunnen grafiet tot diamant persen. | Confirmed | Het team werd uitgenodigd bij New Mexico Tech voor een demonstratie van deze methode. Er werd 2.300 kilo springstof gebruikt. Het proces leverde echter alleen een paar goedkope industriële diamanten op. |

### Double Dipping
| Mythe | Status | Notities |
| --- | ------ | --- |
| Door een chipje tweemaal in de saus te dopen worden er net zoveel microben overgebracht op de saus als wanneer men de saus in de mond zou stoppen. Deze mythe kwam uit de televisieserie Seinfeld. | Busted | De MythBusters gebruikten chips met reguliere saus en salsa. Ze probeerden saus die eenmaal was gedipt tegen saus die tweemaal werd gedipt en saus die Adam en Jamie in hun mond hadden gehad. De dip en salsa bleken vanaf het begin al vol microben te zitten. Daarom werden voor een accuratere test alle materialen gesteriliseerd. Bij de test bleek dubbel dippen minder microben over te brengen naar de saus dan de saus in de mond steken. |

## Aflevering 118 - YouTube Special

### Match Bomb
| Mythe | Status    | Notities |
| --- | --------- | --- |
| Als de koppen van 30.000 lucifers bijeen worden gepakt en tegelijk worden aangestoken, ontstaat er een grote vuurbal. | Confirmed | Adam en Jamie begonnen met 30.000 paper veiligheidslucifers, waarvan ze de koppen verzamelden in een emmer van 3,8 liter. Bij het aansteken ontstond een vuurbal van 3 meter hoog. De persoon die deze mythe had ingestuurd, had ook verzocht of de test kon worden gedaan met 1.000.000 luciferkoppen. Adam en Jamie deden dit, en creëerden zo een vuurbal van 15 meter hoog. Ten slotte maakten Adam een Jamie een geïmproviseerd kanon uit een argoncilinder, deden daar 60.000 luciferkoppen in, en gebruikten een bowlingbal als projectiel. De bal werd echter niet hard genoeg afgevuurd om het doelwit te halen. |

### Lego Ball
| Mythe | Status | Notities |
| --- | ------ | --- |
| Een legobal met een diameter van 2,1 meter, gemaakt van 5 miljoen steentjes, kan makkelijk van een heuvel worden geduwd, naar beneden rollen, en afketsen tegen een geparkeerde auto zonder schade aan te richten. | Busted | Grant, Tory, en Kari onderzochten deze mythe in drie delen. Eerst onderzochten ze hoeveel legosteentjes er nodig waren voor de bal. Hiervoor verzamelden ze onder andere steentjes van een particuliere verzamelaar en een expert uit Legoland Californië. Dit bleek meer dan 5 miljoen te zijn. Ten tweede berekenden ze het gewicht van een legobal met een diameter van 2,1 meter. Dit bleek 10 ton te zijn; te zwaar voor iemand om zonder hulp van een heuvel te duwen. Ten slotte bouwden ze een legobal en rolden die van een heuvel, maar de bal brak in stukken voor hij beneden was. Het team concludeerde dat de mensen in het YouTube-filmpje wellicht een holle bal hadden gebruikt. |

### Spinning Tire Fire
| Mythe                                                                                                | Status | Notities |
| --- | ------ | --- |
| Een autoband kan zo hard worden rondgedraaid, dat hij door de wrijving met de grond in brand vliegt. | Busted | Adam en Jamie gebruikten voor deze mythe een speciale auto, en lieten die op de plaats accelereren met een band op de grond. De band knapte uiteindelijk door de hitte, maar vloog niet in brand. Bij nader onderzoek bleek een deel van het rubber echter wel heet genoeg om te ontbranden. Dit leidde tot de conclusie dat een vonk wellicht de brand kon laten ontstaan. Ook werd getest of een band doordrenkt met benzine in brand kon vliegen. Maar geen van beide manieren hielp. |

## Aflevering 119 - Swimming in Syrup

### Swimming in Syrup
| Mythe                                                            | Status    | Notities |
| ---------------------------------------------------------------- | --------- | --- |
| Het is mogelijk om in siroop net zo snel te zwemmen als in water | Plausible | Adam en Jamie maakten voor deze mythe twee kleine zwembaden, waarvan een gevuld met siroop en een met water. Daarna zwommen ze allebei in beide zwembaden drie keer heen en weer. Adam was in de siroop 28% langzamer, en Jamie kon zijn testen niet afronden omdat hij moe werd. De twee kwamen vervolgens met de conclusie dat de viscositeit van de siroop van invloed was op hun snelheid, dus deden ze een nieuwe test met een siroop die qua viscositeit vrijwel gelijk was aan water. Adam zwom nu in de siroop slechts 2,8% langzamer. Als laatste test lieten de MythBusters olympisch zwemkampioen Nathan Adrian de test uitvoeren, maar zijn resultaten werden verworpen daar hij niet gewend was aan zwemmen in siroop. |

### MacGyver's Magic Bullets
| Mythe | Status | Notities |
| --- | ------ | --- |
| Het is mogelijk om een slot open te breken door het te vullen met het kruit uit zes revolverpatronen, er een lege cartridge op te plaatsen, en hier met een pistool op te slaan. Deze mythe kwam uit een aflevering van MacGyver. | Busted | Het team probeerde het slot eerst gewoon open te schieten, wat lukte. De mythe zelf werd in stappen onderzocht: eerst of het mogelijk is het kruit uit de patronen te halen zonder gereedschap, en vervolgens of dit kruit kon worden ontstoken door er met een pistool op te slaan. Beide bleken onmogelijk. Vervolgens probeerden ze het slot open te breken met zowel rookzwak kruit als buskruit, maar dit lukte niet. Pas bij een lading buskruit gelijk aan de hoeveelheid van 120 patronen werd het slot vernield. |

### Davy Crockett's Magic Bullet
| Mythe | Status    | Notities |
| --- | --------- | --- |
| Davy Crockett kon een kogel afvuren vanuit zijn musket, en deze kogel splijten op het blad van een bijl die 37 meter verderop in een boom zat. | Confirmed | Het team slaagde er zelf niet in dit effect te bereiken bij 37 meter, maar wel bij kortere afstanden. Het team concludeerde dat het principe mogelijk was, en dat iemand met meer ervaring het ook zou kunnen vanaf 37 meter afstand. |

## Aflevering 120 - Exploding Bumper

### Exploding Bumpers
| Mythe                                                                      | Status | Notities |
| -------------------------------------------------------------------------- | ------ | --- |
| Een autobumper kan door een autobrand ontploffen, en 15 meter ver vliegen. | Busted | Adam en Jamie staken eerst een auto in brand om de maximumtemperatuur bij zo’n brand te meten. Dit bleek 1400 °C te zijn. Bij deze temperatuur zou de bumper eerder smelten dan ontploffen. Om toch een ontploffing te krijgen verwarmden ze enkele bumpers met een autogeenbrander, maar er volgde geen ontploffing. Het team kreeg ook contact met een brandweervrouw die was geraakt door een wegvliegende bumper tijdens een autobrand, maar deze bumper vloog amper 4,6 meter. |

### Medieval Mayhem
| Mythe | Status | Notities |
| --- | ------ | --- |
| Pijlen die worden afgevuurd door een boogschutter op een galopperend paard hebben tweemaal de penetratie van een pijl afgevuurd door een boogschutter die stilstaat. | Busted | Het juniorteam kreeg voor deze mythe hulp van een groep mensen gespecialiseerd in boogschieten te paard. De data die op deze manier werd verkregen bleek echter te inconsequent. Daarom werden er een paar variabelen weggenomen door het paard te vervangen door een jeep en de handboog door een kruisboog. De pijlen afgevuurd vanuit de rijdende jeep kwamen wel dieper in het doel dan de pijlen afgevuurd vanuit stilstand, maar de penetratie was niet twee keer zo diep. |

## Aflevering 121 - Seesaw Saga
| Mythe | Status | Notities |
| --- | ------ | --- |
| Een skydiver wiens parachute niet opengaat kan op het omhoog staande gedeelte van een wip landen, en daarbij een kind dat op de andere helft zit veilig op het dak van een zeven verdiepingen hoog gebouw lanceren. | Busted | Adam en Jamie bouwden een stalen wip en plaatsten er een pop op die het gewicht had van een gemiddeld zesjarig kind. Voor de skydiver werden vaten met water gebruikt. De landing van de vaten op de wip brak de wip in stukken, en lanceerde de pop 6 meter de lucht in. Het juniorteam onderzocht ondertussen de eindsnelheid van een skydiver. Ze probeerden verschillende posities uit, en kwamen op een maximumsnelheid van 196 kilometer per uur. Adam en Jamie ontwierpen voor de volgende test een wip die bestand was tegen de impact van de vaten, en de energie dus geheel naar de pop kon overbrengen. Adam deed eerst wat schaaltesten om te zien hoe de pop zou reageren. Vervolgens deed het juniorteam wat testen met bungeejumpen om te zien of er een manier was om een pop te versnellen naar eindsnelheid zonder hem van grote hoogte te laten vallen. Hun oplossing was om een bungeekoord vast te maken aan de grond en de pop, zodat het koord hem naar de grond zou trekken. Voor de skydiver werd een wetsuit gevuld met een mix van water en natriumalginaat gebruikt. De grote test werd uitgevoerd op de Mare Island Naval Shipyard. De pop die het kind moest symboliseren kreeg schokstickers om de klap van de lancering te meten. Er werden drie testen gedaan: - De eerste skydiver landde iets naast het midden van de wip en brak bij de landing. De pop vloog 17 meter omhoog en 21 meter ver. Indien dit een echt kind was geweest zou ze het niet hebben overleefd. - De tweede keer werd een met zand gevulde band gebruikt voor de skydiver. De pop raakte de geleidingsdraden. - Bij de derde poging vloog de pop 40 meter omhoog, maar werd hierbij blootgesteld aan g-krachten van 42 g wat al genoeg is om een mens zwaar te verwonden. Gebaseerd op deze testen concludeerde het team dat de mythe niet waar kon zijn. |

## Aflevering 122 – Thermite vs. Ice

### Thermite vs. Ice
| Mythe | Status    | Notities |
| --- | --------- | --- |
| Indien men een emmer vol thermiet boven op een stapel ijsblokjes zet en aansteekt, zal er een explosie ontstaan. | Confirmed | Dit was wederom een mythe ontstaan uit een videofilmpje op internet. De theorie was dat het filmpje vals zou zijn, en dat de explosie in werkelijkheid van een verborgen lading buskruit kwam. Adam en Jamie slaagden er echter in om net als in de video met enkel thermiet en ijs een explosie te veroorzaken. |

### Woofer Weaponry
| Mythe | Status    | Notities |
| --- | --------- | --- |
| De vibraties van de stereo-installatie van een auto zijn sterk genoeg om een SKS-geweer af te doen gaan. | Busted    | Deze mythe kwam uit verhalen over Russische bendes, die een SKS-geweer met een speciaal afvuurmechanisme gebruiken. Het juniorteam gebruikte voor de mythe het meest geavanceerde geluidssysteem voor auto’s dat ze konden vinden, en stelden hiermee de geweren bloot aan geluid van verschillende decibels en toonhoogten. Geen van de geweren ging af. |
| De schokgolven van een exploderende bom kunnen een SKS-geweer doen afgaan.                               | Plausible | In een laatste poging de mythe te laten werken, greep het team naar een soortgelijke mythe. Hierbij werd een bom gebruikt om een schokgolf te maken. Ditmaal ging een van de geweren wel af. De schokgolf die nodig was, was echter te sterk om te kunnen maken met een geluidssysteem.                                                                   |

### Handgun Horror
| Mythe | Status    | Notities |
| --- | --------- | --- |
| Iemand die een jachtrevolver verkeerd vasthoudt, riskeert dat zijn/haar vingers eraf worden geblazen door de gassen die vrijkomen bij het afvuren van een kogel. | Confirmed | Deze mythe kwam van een foto die de MythBusters opgestuurd hadden gekregen, maar die ze vanwege het bloedige tafereel niet toonden aan de kijker. Adam en Jamie maakten een paar handen van kippenvlees om de mythe mee te testen. Jamies anatomisch minder correcte hand liep enkel wat lichte schade op, maar Adams hand verloor een vinger. |

## Aflevering 123 – Prison Escape

### Car Cling
Adam en Jamie onderzochten of het mogelijk is om...
| Mythe                                                                                                | Status    | Notities |
| --- | --------- | --- |
| ...op het dak van een rijdende auto met de ramen open te blijven liggen, terwijl deze zigzag rijdt.  | Confirmed | Er werd een veiligheidsconstructie aangebracht voor het geval Jamie zich niet vast kon houden. Hij had echter geen moeite te blijven liggen toen de auto 72 kilometer per uur reed. |
| ...op het dak van een rijdende auto met de ramen dicht te blijven liggen, terwijl deze zigzag rijdt. | Busted    | Jamie kon zich nu niet vasthouden. Voor alle andere testen waren de ramen ook gesloten.                                                                                             |
| ...op het dak van een auto te blijven liggen, terwijl deze een scherpe draai maakt.                  | Busted    | Jamie viel eraf, zelfs toen de auto de bocht nam met een snelheid van 24 kilometer per uur.                                                                                         |
| ... op het dak van een auto te blijven liggen wanneer deze plotseling stopt.                         | Busted    | Jamie verloor zijn grip en verloor bijna het bewustzijn. |
| ...op de motorkap van een rijdende auto te blijven liggen, terwijl deze zigzag rijdt.                | Busted    | Adam viel er bij de eerste test al af. |
| ... op de motorkap van een rijdende auto te blijven liggen, terwijl deze een scherpe bocht maakt.    | Busted    | Ook nu viel Adam er vrijwel direct af. |
| ...op de motorkap van een rijdende auto te blijven liggen, terwijl deze plotseling stopt.            | Confirmed | Adam kon zich bij beide testen met verschillende snelheden vasthouden. |
| ...iemand die op het dak van de auto ligt eraf te gooien door door een wasstraat te rijden.          | Busted    | De wasstraat had geen invloed op Jamie. |
| ...iemand die op de motorkap ligt eraf te gooien door door een wasstraat te rijden                   | Busted    | Adam kon zich gemakkelijk vasthouden. |

### Floss to Freedom
| Mythe                                                                                  | Status    | Notities |
| -------------------------------------------------------------------------------------- | --------- | --- |
| Het is mogelijk om met flosdraad de stalen tralies van een gevangenis door te snijden. | Plausible | Grant bouwde een flosrobot, smeerde tandpasta op de tralies, en liet de robot een week lopen. Na de week had het flosdraad inderdaad een kleine inkeping in de tralie gemaakt. Volgens Grants berekeningen zou iemand die elke dag acht uur flost op deze manier binnen 298 dagen 1 tralie doorgeflost hebben, dat betekent dat als je 3 of 4 tralies kapotmaakt je meer dan 1000 dagen bezig bent; oftewel 3 jaar. |

### Cannonball Escape
| Myth statement | Status | Notes |
| --- | ------ | --- |
| Een 18e-eeuwse gevangene wist uit de gevangenis te ontsnappen door de ijzeren bal die aan een ketting om zijn been zat in een kanon te stoppen, zich zo over de muur te schieten, en veilig te landen. | Busted | Tory bouwde een kanon voor de bal. Het team gebruikte een testpop van 77 kilo en een bal die volgens een expert voor een persoon van dit gewicht gebruikt zou worden. De bal vloog in z’n eentje 73 meter ver, maar met de pop eraan vast slechts 1,8 meter. Bij een tweede poging werd het been van de pop er geheel afgetrokken. |

## Aflevering 124 – Curving Bullet

### Sonic Boom Sound-off
Voor deze mythe kregen Adam en Jamie hulp van de Blue Angels en hun F/A-18 Hornets.
| Mythe                                                                                       | Status | Notities |
| ------------------------------------------------------------------------------------------- | ------ | --- |
| De supersone knal van een kogel kan elk soort glas waar de kogel langs vliegt laten breken. | Busted | De MythBusters gebruikten voor de test een Barrett M82 .50 kaliber geweer, het grootste kaliber geweer dat verkrijgbaar is voor normaal gebruik. Hiermee vuurden ze kogels af langs een opstelling van onder andere ramen, wijnglazen, drinkglazen en gloeilampen, maar geen van deze voorwerpen brak. |
| Een supersone knal van een straaljager kan elk soort glas laten breken.                     | Busted | Jamie zette een testopstelling klaar met wederom verschillende glazen voorwerpen en een huisje met ramen. Adam vloog mee in een F/A-18 van de Blue Angels, die boven het testgebied supersonische snelheid bereikte. De test werd meerdere malen uitgevoerd, waarbij de straaljager steeds dichter over de grond vloog. Pas bij de laatste test, op 1500 meter hoogte, sneuvelde een van de ramen. De rest van de glazen voorwerpen bleef heel. |

### Bend a Bullet
Deze mythe kwam uit de film Wanted.
| Mythe | Status | Notities |
| --- | ------ | --- |
| Het is mogelijk een kogel zodanig af te vuren, dat hij in een boog om een voorwerp heen vliegt en een doelwit dat zich achter dit voorwerp bevindt raakt. | Busted | Het juniorteam probeerde dit effect eerst zelf te bereiken door precies hetzelfde te doen als de acteurs in de film, maar zonder succes. Daarom bouwde Grant een robot die een pistool met bovenmenselijke snelheid een slinger kon laten maken, maar ook dat hielp niet. Ten slotte probeerde het team het effect te bereiken door onder andere de loop van het pistool glad te maken en de kogels wat bij de vijlen zodat ze niet langer in balans waren, maar zonder resultaat. |

## Aflevering 125 – Car vs Rain

### Car vs. Rain
| Mythe | Status                             | Notities |
| --- | ---------------------------------- | --- |
| Indien een cabrio met het dak open maar hard genoeg rijdt tijdens een regenbui, zal er geen regen de auto binnenkomen. | Plausible (maar niet aan te raden) | De Mythbusters probeerden dit eerst op schaalniveau, met een speelgoedauto in een windtunnel. Bij hoge snelheden bleek de regen inderdaad in een boog over de auto heen te gaan. Bij de echte test werd eerst een controle gedaan om te zien hoe nat het interieur wordt indien de bestuurder midden in een regenbui stopt en snel het dak sluit. Daarna vond de echte test plaats. Bij snelheden van 140 kilometer per uur werd het interieur van de auto inderdaad niet nat, maar volgens Adam en Jamie was zo snel rijden in een zware regenbui onverantwoordelijk. |

### Popcorn Pandemonium
| Mythe | Status | Notities |
| --- | ------ | --- |
| Men kan popcorn maken met behulp van een explosie. | Busted | Geen enkel stukje popcorn werd door de ontploffing gepoft, daar de stukjes door de explosie werden weggeslingerd voor ze hitte konden absorberen. |
| Men kan popcorn maken met een brandend mengsel van zaagsel en melkpoeder. | Busted | Net als de explosie leverde het brandende mengsel niet de juiste omstandigheden op voor het poffen van popcorn. |
| Het is mogelijk om popcorn te poffen met behulp van een 5 megawatt laser die aan een vliegtuig vastzit. Tevens kan men zo genoeg popcorn verkrijgen om een huis open te breken. Deze mythe kwam uit de film Real Genius. | Busted | 5 megawatt lasers bestaan (nog) niet, dus gebruikte het team een 10 watt laser. Hiermee slaagden ze erin een paar stukjes popcorn te laten poffen. Een laser die echt een grote hoeveelheid in een keer kan poffen zoals in de film bestaat echter niet. Voor het tweede gedeelte van de test werd popcorn gepoft in een grote pan, met daarop een stuk van een houten muur met een glazen raam. Het raam hield echter makkelijk stand tegen de poffende popcorn daar popcorn niet kan poffen onder grote druk. |

## Aflevering 126 – Knock Your Socks Off

### Bullets Dropped vs. Bullets Fired
| Mythe | Status    | Notities |
| --- | --------- | --- |
| Een kogel die horizontaal wordt afgevuurd zal net zo snel bij de grond zijn als een soortgelijke kogel die vanaf dezelfde hoogte gewoon naar beneden valt. | Confirmed | Adam en Jamie voerden eerst wat schaaltesten uit. Voor de test op volle schaal werd een overdekte hal gebruikt. Eerst werd berekend hoe ver een kogel vliegt voor hij de grond raakt, zodat de vallende kogel bij de landingsplaats van de afgeschoten kogel kon worden opgesteld en beide kogels met dezelfde camera konden worden geregistreerd. Daarna werd een mechanisme gemaakt waarmee tegelijk een kogel konden worden afgevuurd en losgelaten uit een klem vanuit 90 centimeter hoogte. De kogels raakten kort na elkaar de grond. Het verschil bedroeg 39,6 milliseconden; te snel voor het menselijk oog om te zien. |

### Knock Your Socks Off
| Mythe | Status | Notities |
| --- | ------ | --- |
| Het is mogelijk om iemand letterlijk uit z’n sokken te slaan. De MythBusters hadden kijkers gevraagd hun oude sokken op te sturen voor een andere mythe, maar met de opgestuurde sokken werd zo vaak het verzoek deze mythe te testen ingestuurd dat de plannen werden omgegooid. | Busted | Aanvankelijk werd geprobeerd om Buster met een luchtdrukkanon zo’n dreun te geven dat hij achterover zou vallen en zijn sokken zou verliezen. Dit lukte niet. Voor een tweede test werd Buster een paar keer geramd met een zware slinger, maar ook hiermee werd het resultaat niet bereikt. Uiteindelijk besloot het team een explosie van 500 pond ANFO te gebruiken. Op verschillende afstanden van de explosie werden benen met afwisselend alleen sokken en sokken + schoenen neergezet. De explosie slaagde erin enkele benen en sokken van elkaar te scheiden, maar een mens zou dit niet hebben overleefd. |

## Aflevering 127 – Duct Tape Hour
Ducttape kan...
| Mythe                                                                                       | Status    | Notities |
| ------------------------------------------------------------------------------------------- | --------- | --- |
| ...worden gebruikt als vervanger van traditionele pvc-lijm voor het maken van een spud gun. | Confirmed | Het juniorteam maakte eerst een traditionele spud gun met de gebruikelijke hulpmiddelen en daarna één gemonteerd met ducttape. Beide werkten even goed. |
| ...worden gebruikt om een functionerend kanon te maken.                                     | Confirmed | Hiervoor werden meerdere lagen ducttape over elkaar geplakt om een dikke laag te maken. Het ducttapekanon werd vergeleken met een echt kanon. Hoewel het ducttapekanon niet zover schoot als een echt kanon, werkte het principe wel. |
| ...een auto optillen.                                                                       | Confirmed | Het lukte Adam en Jamie om een auto met behulp van ducttape aan een hijskraan vast te maken en de lucht in te tillen. Wel begaf de tape het na enkele minuten. |
| ...worden gebruikt om een lek in een boot te dichten.                                       | Plausible | Deze mythe werd vanuit twee perspectieven benaderd; een als de boot aan land onder droge omstandigheden met ducttape wordt gerepareerd, en een wanneer de reparatie in het water zelf plaatsvindt. De reparatie aan land hield het 40 minuten alvorens toch weer te gaan lekken. De reparatie in het water was een stuk lastiger, maar wel mogelijk voor reparaties op korte termijn. |
| ...gebruikt worden om een hele boot te bouwen.                                              | Confirmed | Het lukte Adam en Jamie een kleine zeilboot van ducttape te maken en hiermee de baai van San Francisco door te varen. |

## Aflevering 128 – Dirty vs. Clean Car

### Dirty Car Cash
| Mythe | Status                     | Notities |
| --- | -------------------------- | --- |
| Een vieze auto rijdt zuiniger dan een schone auto, omdat het vuil de auto aerodynamisch maakt gelijk aan de putjes in een golfbal. | Busted (Concept Plausible) | Adam en Jamie bedekten een auto met modder en reden ermee over een parcours om het brandstofverbruik te meten. Daarna werd de auto goed gewassen en werd de route herhaald. Het gemiddelde verbruik van de vieze auto was 1 op 10, en die van de schone auto 1 op 11. De mythe zelf was dus Busted. Daarna probeerden ze het concept achter de mythe te testen door golfballen met putjes erin te vergelijken met gladde golfballen. De gladde golfballen kwamen maar half zover als die met putjes indien ze met dezelfde snelheid werden afgevuurd. Ten slotte bedekten Adam en Jamie een auto met klei waarin ze putjes maakten gelijk aan die van de golfbal. Deze auto reed iets zuiniger dan een schone auto. |

### The Morning After
| Mythe | Status | Notities |
| --- | ------ | --- |
| Een kater veroorzaakt door bier is minder erg dan een kater veroorzaakt door een mix van bier en andere sterkedranken. | Busted | Voor deze test aten Tory en Grant hetzelfde voedsel, dronken toen hun bier, en gingen vervolgens even lang naar bed. Kari onderwierp ze vervolgens aan een reeks testen om te kijken hoe erg hun kater was. Hierbij werden onder andere mate van uitdroging, gevoeligheid voor geluid en licht en coördinatie getest. Grant en Tory presteerden beiden beduidend slechter bij deze testen dan in nuchtere toestand. Een paar dagen later werd het experiment herhaald, maar nu dronken Grant en Tory behalve bier ook een andere alcoholische drank. Grant had de volgende dag geen last van een kater. Tory daarentegen was er minder goed aan toe, maar nog altijd beter dan bij de kater veroorzaakt door enkel bier. |

## Aflevering 128 - Greased Lightning

### Grease Fire Fiasco
| Mythe | Status    | Notities |
| --- | --------- | --- |
| Als iemand probeert om een brand veroorzaakt door een vetachtige vloeistof te blussen met 240 milliliter water, zal er een vuurbal van 9,1 meter hoog ontstaan. | Busted    | Adam en Jamie maakten brandjes met onder andere koolzaadolie, pindaolie en reuzel. De verhouding vet/water was 8 op 1. Door het toevoegen van water ontstond wel een vuurbal, maar nooit hoger dan 7,6 meter. Voor verder onderzoek deden Adam en Jamie wat testen op schaal met verschillende water/olie verhoudingen en verschillende vormen van de kookpot. De vorm van de kookpot had geen effect, maar een verhouding olie/water van 2 op 1 (950 ml water) leverde de vuurbal van 9,1 meter op. De mythe werd busted verklaard omdat met 240 ml water zo’n hoge vuurbal niet mogelijk was. |
| Het is mogelijk om een oliebrand met genoeg water te blussen.                                                                                                   | Confirmed | Adam liet hiervoor een blushelikopter komen, die 1900 liter water op het vuur gooide. Dit doofde de brand. |

### Microwave Mayhem
| Mythe | Status | Notities |
| --- | ------ | --- |
| Een bom gemaakt van een blok C-4 kan tot ontploffing worden gebracht door hem gedurende 1 minuut te bakken in een magnetron (afkomstig uit de film Grosse Pointe Blank). | Busted | Kari, Grant en Tory deden drie testen; een met een onaangepast blok C-4, een met bedrading gelijk aan die in de film, en een met zowel bedrading als een explosiecap. Het onaangepaste blok ontplofte niet binnen de gestelde minuut. Het blok met enkel bedrading vloog slechts in brand. Het blok met de bedrading en cap ontplofte al na een paar tellen, waardoor iemand die dit blok in de magnetron zou stoppen nooit genoeg tijd zou hebben om weg te rennen. |

### Cheese Cannon
| Mythe | Status    | Notities |
| --- | --------- | --- |
| Een blokje kaas kan met genoeg kracht worden afgeschoten uit een kanon om het zeil van een schip aan stukken te scheuren. Deze mythe was gebaseerd op een documentatie van een 19e-eeuwse zeeslag, waarbij een commandant bij gebrek aan munitie de kanonnen liet laden met Edammer kaas | Confirmed | Het juniorteam testte drie soorten kaas op hardheid, elasticiteit en stijfheid: Edammer kaas, Goudse kaas en Garrotxa. Voor de test werden authentieke zeilen en andere materialen gebruikt. De Edammer kaas, de zachtste van de drie kazen, ketste af op het zeil zonder schade aan te richten. De Goudse kaas, de hardste van de drie kazen, was te broos en brak al bij het afvuren in stukken uiteen. De Garrotxa bleef echter heel en maakte een scheur in het zeil. |

## Aflevering 129 - Hurricane Windows

### Hurricane Windows
| Mythe | Status | Notities |
| --- | ------ | --- |
| Het is beter om de ramen van een huis open te zetten tijdens een orkaan, omdat de wind dan vrij door het huis kan blazen en minder schade aan zal richten. | Busted | De MythBusters begonnen met een test op schaal. Hierbij werd een doos voorzien van vier ramen en in een windtunnel geplaatst. Hierbij leek alle ramen opendoen inderdaad de beste optie. Bij de grote test werd een huis blootgesteld aan de Medusa, ’s werelds grootste mobiele orkaansimulator. Bij deze test was er echter geen significant verschil tussen ramen open of dicht; de ramen waren te klein om enig effect te hebben. Daarbij bleek dat andere aspecten van een orkaan, zoals de regen en rondvliegend puin, een groter gevaar vormen bij ramen open dan bij ramen dicht. |

### Liquid Nitrogen Myths
| Mythe | Status | Notities |
| --- | ------ | --- |
| Een menselijk hoofd dat gedurende vijf seconden is gedoopt in vloeibare stikstof zal geheel bevriezen, en net als een blok ijs uiteenspatten indien het stuk wordt geslagen (gebaseerd op een scène uit de film Jason X). | Busted | Voor de test maakte Grant een hamerrobot om de klap op het hoofd te simuleren. Het team begon met hoofden van ballistische gel waarin een schedel was gestopt. Ter controle werden een hoofd van ijs en een niet bevroren gelhoofd onder de hamer stukgeslagen. Bij de echte test bleek het gelhoofd na vijf seconden in de vloeibare stikstof niet genoeg te zijn bevroren om het net als het ijshoofd uiteen te laten spatten. Een tweede test met varkenskoppen bevestigde dit resultaat nogmaals. |
| Een kerstboom zal ontploffen indien er vloeibare stikstof op wordt gegoten, omdat het water in de stam dan ineens bevriest en uitzet.                                                                                     | Busted | Ter controle werd eerst een boom opgeblazen met slagsnoer. De boom die met vloeibare stikstof werd overgegoten ontplofte echter niet. Een boomexpert verklaarde later dat de mythe niet mogelijk kon zijn omdat dennenbomen van nature uit een koud klimaat komen, en dus een bescherming hebben tegen het bevriezen van het water in hun stam. Ze hebben namelijk holle ruimtes waar het water in kan uitzetten bij bevriezing.                                                                      |

## Aflevering 130 - Crash and Burn

### Crash and Burn
| Mythe | Status | Notities |
| --- | ------ | --- |
| Een auto die in een afgrond stort, zal altijd ontploffen in een vuurbal zodra hij de grond raakt. Deze mythe is gebaseerd op verschillende actiefilms met dit scenario. | Busted | Adam en Jamie lieten tweemaal een auto een afgrond inrijden, maar geen van beide ontplofte. Nadere bestudering van de wrakstukken leerde waarom; voor een explosie moet de benzinetank openbarsten waardoor de benzine als een nevel wordt verspreid. De tank zit echter op een dusdanige plaats dat dit niet zal gebeuren. Voor een tweede test plaatsten Adam en Jamie de benzinetank voor op de auto. De tank scheurde inderdaad door de klap, maar vloog enkel in brand in plaats van te ontploffen. |

### Rocket Man
| Mythe | Status | Notities |
| --- | ------ | --- |
| In 1633 bouwde een Ottomaanse Turk genaamd Lagari Hassan een primitieve raket van een kooi en 65 kilo buskruit. Hiermee schoot hij zichzelf 300 meter de lucht in, waarna hij met zelfgemaakte vleugels weer veilig op aarde landde. | Busted | Er waren maar een beperkt aantal naslagwerken te vinden over deze mythe, en allemaal vertelden ze een ander verhaal. Het juniorteam moest daarom met schaalmodellen zelf uitzoeken wat het beste ontwerp voor de raket was. Ook bleken vleugels die groot genoeg zijn om iemands val te breken niet in de raket te passen. Een parachute was een logischere oplossing. Voor de test op groot formaat werd gebruikgemaakt van een officiële raketbasis. De resultaten waren niet goed; de raket kwam maar 30 meter hoog alvorens te gaan tollen, en vloog bovendien in brand. De kans dat iemand dit zou overleven was onmogelijk. |

## Aflevering 131 - Myth Evolution
In deze aflevering werden vijf oude mythen nogmaals uit de kast gehaald om een nieuw onderdeel ervan te onderzoeken.

### Exploding Water Heater
| Mythe                                                                                                   | Status    | Notities |
| --- | --------- | --- |
| Een exploderende boiler kan 150 meter de lucht in schieten met een snelheid van 480 kilometer per uur.  | Confirmed | De MythBusters deden deze test omdat fans twijfelden aan hun schattingen over de kracht van een exploderende boiler. Ze haalden alle veiligheidsmechanismes van een boiler en lieten deze toen ontploffen door de druk te hoog op te voeren. De boiler kwam 170 meter hoog met een snelheid van 560 kilometer per uur. |
| Een boiler kan als hij ontploft als een raket door het dak van een huis met twee verdiepingen schieten. | Plausible | De Mythbusters bouwden een steiger met drie plateaus, waar de boiler onder werd gezet. De boiler schoot door alle drie plateaus heen. |

### Corner Shot
Een variatie op de Curving Bullets-mythe.
| Mythe                                                                   | Status    | Notities                                                                                    |
| ----------------------------------------------------------------------- | --------- | ------------------------------------------------------------------------------------------- |
| Er bestaat een apparaat waarmee een vuurwapen om een hoek kan schieten. | Confirmed | Dit apparaat bestaat inderdaad: de "CornerShot". De Mythbusters mochten er een uitproberen. |

Het is mogelijk een doelwit dat zich om de hoek bevindt neer te schieten door…
| Mythe                                                                                       | Status    | Notities |
| ------------------------------------------------------------------------------------------- | --------- | --- |
| ...alleen het pistool om de hoek te richten en zelf veilig achter de muur te blijven staan. | Busted    | Omdat Grant niks kon zien op deze manier, raakte geen enkele kogel zijn doel.                                                                                |
| ...Tevoorschijn springen en tijdens de sprong het doelwit neer te schieten.                 | Plausible | Tory raakte het doel met deze manier, maar bij de test had hij een matras om op te landen na zijn sprong. In werkelijkheid is deze methode minder bruikbaar. |

### Car Cling (Cardboard Box Wall Crash)
Een extra test voor de Car Cling-mythe.
| Mythe | Status    | Notities |
| --- | --------- | --- |
| Het is mogelijk op het dak van een rijdende auto te blijven liggen indien deze door een muur van lege kartonnen dozen rijdt.     | Confirmed | Jamie bleef op het dak liggen. Hij liet wel een paar tellen los toen de auto de muur ramde, maar niet genoeg om van het dak te vallen. |
| Het is mogelijk op de motorkap van een rijdende auto te blijven liggen indien deze door een muur van lege kartonnen dozen rijdt. | Confirmed | Adam slaagde net als Jamie erin om te blijven liggen tijdens de botsing.                                                               |

Naderhand volgde wel de kanttekening dat in werkelijkheid dozen die ergens staan opgestapeld niet leeg zullen zijn. Bij dozen met een lading erin kan de uitkomst van de botsing heel anders zijn.

### Liquid Lock Pick
Deze mythe kwam van fans naar aanleiding van de mythen rond vloeibare stikstof.
| Mythe                                                                        | Status    | Notities |
| ---------------------------------------------------------------------------- | --------- | --- |
| Een hangslot dat in vloeibare stikstof is gedoopt, is makkelijker te breken. | Confirmed | Tory had vier seconden nodig om met een hamer en beitel een normaal hangslot te openen. Een bevroren hangslot brak echter al na een slag. Deze methode vereist echter een hoop voorbereiding, zoals het regelen van vloeibare stikstof en materialen om dit veilig aan te brengen op het slot. |

### Snowplow Rocket Replication
Een uitbreiding van de originele mythe uit de tweede Alaska-special.
| Mythe                                                                                          | Status | Notities |
| ---------------------------------------------------------------------------------------------- | ------ | --- |
| Als een auto op een V-vormige sneeuwschuiver botst, zal hij geheel in tweeën worden gespleten. | Busted | Het team had in de originele test al ontdekt dat de mythe niet waar is, maar was toen volgens fans vergeten te onderzoeken wat er dan wel voor nodig is om een auto te splijten. Hiervoor werd een stalen wig op rail geplaatst en, aangedreven door een raket, met een snelheid van 890 kilometer per uur tegen een auto geramd. De auto spleet inderdaad in tweeën. De echte mythe bleef ontkracht omdat in werkelijkheid een auto en/of sneeuwschuiver niet hard genoeg rijden voor dit effect. |

## Aflevering 132 – Dumpster Diving
Vanaf deze aflevering nam Jessi Combs de plaats van Kari Byron in, daar Kari met zwangerschapsverlof ging.

### Dumpster Diving
| Myth1 | Status                             | Notities |
| --- | ---------------------------------- | --- |
| Een mens die van het dak van een gebouw in een volle vuilcontainer springt, kan dit overleven en zonder direct wegrennen. | Plausible (maar niet aan te raden) | Adam en Jamie ondergingen eerst lessen in vallen van professionele stuntmannen. Ook inspecteerden ze enkele containers. Hierin bleken vaak materialen te zitten die iemand serieus kunnen verwonden zoals metaal, hout en ziekenhuisafval. Voor de test werd daarom een container met uitsluitend ongevaarlijk materiaal gebruikt. Buster werd hierin gegooid en zou het volgens de snelheidsmeter hebben overleefd. Daar men in werkelijkheid niet vooraf kan weten of een container veilig is of niet, werd de mythe plausibel verklaard. |

### The Squeeze
| Myth1 | Status    | Notities |
| --- | --------- | --- |
| De helm van een oud model pak voor diepzeeduiken kan indien de luchttoevoer vanaf de oppervlakte wordt afgesneden in elkaar worden gedrukt en zo de duiker doden. | Confirmed | Bij het vooronderzoek bleek een dergelijk pak te zijn voorzien van een terugslagventiel om het verlies van luchtdruk tegen te gaan. Voor de test werd een hoofd van ballistische gel gebruikt. Toen bij de test de luchtdruk in het pak werd weggenomen, werd de helm dermate in elkaar gedrukt dat een persoon die de helm droeg het niet zou hebben overleefd. |

## Aflevering 133 – Antacid Jail Break

### Antacid Jail Break
| Myth1 | Status | Notities |
| --- | ------ | --- |
| Door antacidum te mengen met water kan een gevangene genoeg koolstofdioxide opwekken om zijn celdeur op te blazen. | Busted | Adam en Jamie deden eerst schaaltesten. Voor de grote test werd een complete gevangeniscel nagebouwd. Adam en Jamie gebruikten 22.000 tabletten in de test, vermengd met 1300 liter water. Toen dat mislukte werd een lading van 100.000 tabletten gebruikt. Hierdoor verboog de celdeur wel iets, maar niet veel. Bovendien zou zoveel koolstofdioxide dodelijk zijn voor een gevangene in de cel. |

### Driving in the Dark
| Myth1 | Status | Notities |
| --- | ------ | --- |
| Het is mogelijk om 's nachts op hoge snelheid te rijden zonder koplampen, zonder daarbij ongelukken te veroorzaken. | Busted | Het juniorteam gebruikte een kartbaan met obstakels voor deze test. Eerst lieten ze hun ogen 20 minuten wennen aan het donker. Grant en Jessi faalden desondanks. Tory kon het parcours wel zonder brokken voltooien, maar alleen bij lage snelheid. Bij een tweede test werden ook koplampen van een tegemoetkomende auto gesimuleerd. Door de verblinding van deze lampen slaagde ook Tory er niet in de obstakels te vermijden. |

## Aflevering 134 – Unarmed and Unharmed

### Unarmed & Unharmed
| Myth1                                                                                             | Status | Notities |
| ------------------------------------------------------------------------------------------------- | ------ | --- |
| Het is mogelijk een pistool uit iemands hand te schieten zonder die persoon daarbij te verwonden. | Busted | Deze mythe komt uit een aantal cowboyfilms. Adam en Jamie gebruikten meerdere kunsthanden voor deze test. Ze slaagden er niet in een pistool uit een van de handen te schieten zonder daarbij de hand te beschadigen. Een andere theorie was dat iemand wellicht zijn pistool van schrik zou laten vallen als deze werd geraakt door een kogel. Dit werd getest door met een honkbalknuppel tegen het pistool te slaan. Adam hield het pistool vast en liet het bij de slag inderdaad vallen. |

### SpeedBus Jump
| Myth1 | Status | Notities |
| --- | ------ | --- |
| Een bus kan indien de snelheid hoog genoeg is over een 15 meter breed gat in de weg springen, veilig landen en doorrijden. Deze mythe kwam uit de film Speed. | Busted | Het juniorteam gebruikte een bus met dezelfde afmetingen als de bus uit de film. De bus kon echter niet de volledige afstand overbruggen. Het team concludeerde dat voor de film mogelijk verborgen schansen werden gebruikt. Dit werd getest, maar ook hiermee haalde de bus de sprong niet. |

## Aflevering 135 – Hidden Nasties

### Rat Pee Soda
| Myth1                                                                                   | Status | Notities |
| --------------------------------------------------------------------------------------- | ------ | --- |
| Drinken uit een blikje frisdrank waar mogelijk een rat in heeft geürineerd is dodelijk. | Busted | Adam en Jamie begonnen met een controle met 1000 blikjes, waar ze gedurende 90 minuten een aantal ratten op loslieten. Nadien werden de blikjes waar de ratten op geürineerd hadden getest door de Stanford-universiteit. Hieruit bleek dat er geen schadelijke stoffen in dodelijke hoeveelheden op de blikjes zaten. |

### Car Skip
| Myth1 | Status | Notities |
| --- | ------ | --- |
| Een auto kan net als een steentje over het wateroppervlak ketsen indien hij via een schans met een snelheid van 80 kilometer per uur het water raakt. Gebaseerd op de film Speed Zone! | Busted | Het juniorteam gebruikte een auto met dezelfde eigenschappen als de auto uit de film. Grant voorzag deze van radiografische besturing. Bij de sprong landde de auto met de neus naar beneden in het water en raakte zwaar beschadigd. Voor een tweede test werd de auto daarom aan de achterkant zwaarder gemaakt. Nu slaagde de test wel, maar omdat de omstandigheden anders waren dan die in de film werd de mythe toch busted verklaard. |

### Hidden Nasties
| Myth1                                                                                             | Status    | Notities |
| ------------------------------------------------------------------------------------------------- | --------- | --- |
| Sommige doorsnee voorwerpen zijn vuiler dan een toiletbril qua hoeveelheden en soorten bacteriën. | Confirmed | Adam en Jamie onderwierpen de volgende voorwerpen aan een proef met agarplaten om te tellen hoeveel bacteriekoloniën werden gevonden: - Toiletbril - 2 - Mobieltje - 6 - Handvat van een winkelwagentje - 10 - Afstandsbediening van de tv in een hotelkamer - 44 - Computertoetsenbord - 65 - Lichtschakelaar - 332 - Papiergeld - 936 - Keukenspons – Te veel om te tellen |

## Aflevering 136 – Mini Myth Mayhem

### Ear Wax Candle
| Myth1                                                                         | Status | Notities |
| ----------------------------------------------------------------------------- | ------ | --- |
| Het is mogelijk een kaars te maken uit oorsmeer (afkomstig uit de film Shrek) | Busted | Het juniorteam verzamelde oorsmeer van Tory en enkele vrijwilligers, en testte deze tegenover paraffine en bijenwas. De oorsmeerkaars brandde erg slecht vergeleken met de andere twee materialen. |

### Camp Prank
| Myth1                                                                                                   | Status | Notities |
| --- | ------ | --- |
| Indien iemands hand in een kom warm water wordt gestopt terwijl hij slaapt, zal diegene in bed plassen. | Busted | Adam en Jamie onderwierpen zichzelf aan deze test. Jamie viel nooit diep genoeg in slaap om zijn hand onopgemerkt in een kom water te stoppen, en Adam werd steeds wakker vanwege zijn slaapapneu. Daarom werd een derde persoon erbij gehaald. Hij sliep wel door met zijn hand in het water, maar plaste niet in bed. |

### Gorn Cannon
| Myth1 | Status | Notities |
| --- | ------ | --- |
| Het is mogelijk om van doorsnee materialen een primitief buskruit te maken en hiermee een kanon af te vuren gemaakt van bamboe. Gebaseerd op de Star Trek-aflevering “Arena.” | Busted | Grant en Tory maakten het buskruit en testten dit tegen normaal buskruit om de juiste formule te vinden. Jessi bouwde het kanon. Bij het afvuren van het kanon brandde het poeder alleen zonder te exploderen. Toen het kanon werd geladen met normaal buskruit, werd het geheel verwoest door de explosie. |

### Lead Plunge
| Myth1                                                                                      | Status    | Notities |
| ------------------------------------------------------------------------------------------ | --------- | --- |
| Iemand kan zijn hand natmaken en deze dan kort in gesmolten lood dompelen zonder gevolgen. | Confirmed | Adam en Jamie deden voor deze mythe onderzoek naar het leidenfrost-effect. Ze smolten vervolgens wat lood in een kroes. Dit had een temperatuur van 450 graden Celsius. Vervolgens werd een natte lap vlees er even ingedompeld. Het vlees bleef ongedeerd. Adam en Jamie probeerden het vervolgens met hun eigen vingers. Ze doorstonden het zonder verwondingen. |

### Andere mythen
| Myth1 | Status    | Notities |
| --- | --------- | --- |
| Het is mogelijk een complete kokosnoot op te sturen per post, zonder hem in een doos te verpakken.                     | Confirmed | Adam en Jamie stuurden de noot op naar zichzelf. Ze plakten de postzegels en het adres op de noot zelf. De noot werd keurig bij M5 afgeleverd.                                                                                  |
| Een lucifer die langs elk soort ruw oppervlakte kan worden afgestreken, kan ontbranden als er een kogel langs schuurt. | Confirmed | Adam en Jamie gebruikten hiervoor een 45. kaliber-pistool en schoten op de luciferkop. De eerste test mislukte omdat de kop werd getroffen, pas bij de negende keer vloog de kogel er net langs. Daarbij vloog de kop in brand. |